# Richard Kilvington
Pour les articles homonymes, voir Kilvington.
Richard Kilvington (c. 1302-1361) est un théologien et philosophe scolastique anglais à l'Université d'Oxford. Ses œuvres survivantes sont des notes de ses cours universitaires des années 1320s et 1330s. Il fut étudiant à l'Oriel College. Il était engagé en la controversie sur la nature de l'infinite, avec Richard FitzRalph, du Balliol College.
Aux années 1340s il travailla pour Richard de Bury, évêque de Durham.

## Éditions modernes de ses œuvres
- Barbara Ensign Kretzmann, Norman Kretzmann (eds), The Sophismata of Richard Kilvington, édition critique du texte latin, New York: Oxford University Press, 1990. (en + la)
- Barbara Ensign Kretzmann, Norman Kretzmann (eds), The Sophismata of Richard Kilvington, introduction, traduction et commentaire, Cambridge: Cambridge University Press, 1990. (en)